# Chaetostachydium versteegii
Chaetostachydium versteegii là một loài thực vật có hoa trong họ Thiến thảo. Loài này được (Valeton) Airy Shaw mô tả khoa học đầu tiên năm 1965.